# Bitwa pod Guastallą
Bitwa pod Guastallą (północno-włoski region Emilia Romagna) – starcie zbrojne, które miało miejsce 19 września 1734 r. w trakcie wojny o sukcesję polską (1733–1735) pomiędzy wojskami piemoncko-francuskimi z jednej a austriackimi z drugiej strony.

## Wprowadzenie
Dnia 26 września 1733 w Turynie król Karol Emanuel III Sabaudzki zawiązał sojusz z siłami francuskimi i hiszpańskimi przeciwko Austrii, która od zakończenia wojny o sukcesję hiszpańską zajmowała tereny południowych Włoch oraz Mediolan. Francja zobowiązała się wystawić do walki z Austrią 40 000 żołnierzy. Królestwo Piemontu i Sardynii natomiast liczbę 24 000 ludzi.
Warunkiem wzięcia udziału w wojnie burbońskiej Hiszpanii było odzyskanie Toskanii, Mantui, księstwa Parmy i Piacenzy oraz ziem południowych Włoch. Głównodowodzącym sił sprzymierzonych został Karol Emanuel III.
Austriacki gubernator Mediolanu Generał Daun dysponował armią 12 000 żołnierzy, dodatkowo jego wojska zajmowały garnizony w Lombardii. Dnia 11 grudnia 1733 r. Karol Emanuel III ze swoimi wojskami pomaszerował do Mediolanu, w którym rozpoczął oblężenie stawiającego opór zamku miejskiego. Zamek zdobyto ostatecznie w dniu 29 grudnia.
Po zajęciu Mediolanu Austriacy wysłali dodatkowe 60 000 żołnierzy do Włoch, gdzie w dniu 29 czerwca 1734 r. doszło do pierwszej krwawej bitwy pod Parmą, Straty austriackie wyniosły w tej bitwie 10 000 ludzi. Na początku września Austriacy pod dowództwem Koenigsecka odnieśli w końcu mniejszy sukces w bitwie pod Gardellą, po czym rozpoczęli planowanie decydującego ataku na pozycje wroga pod Guastallą.

## Bitwa

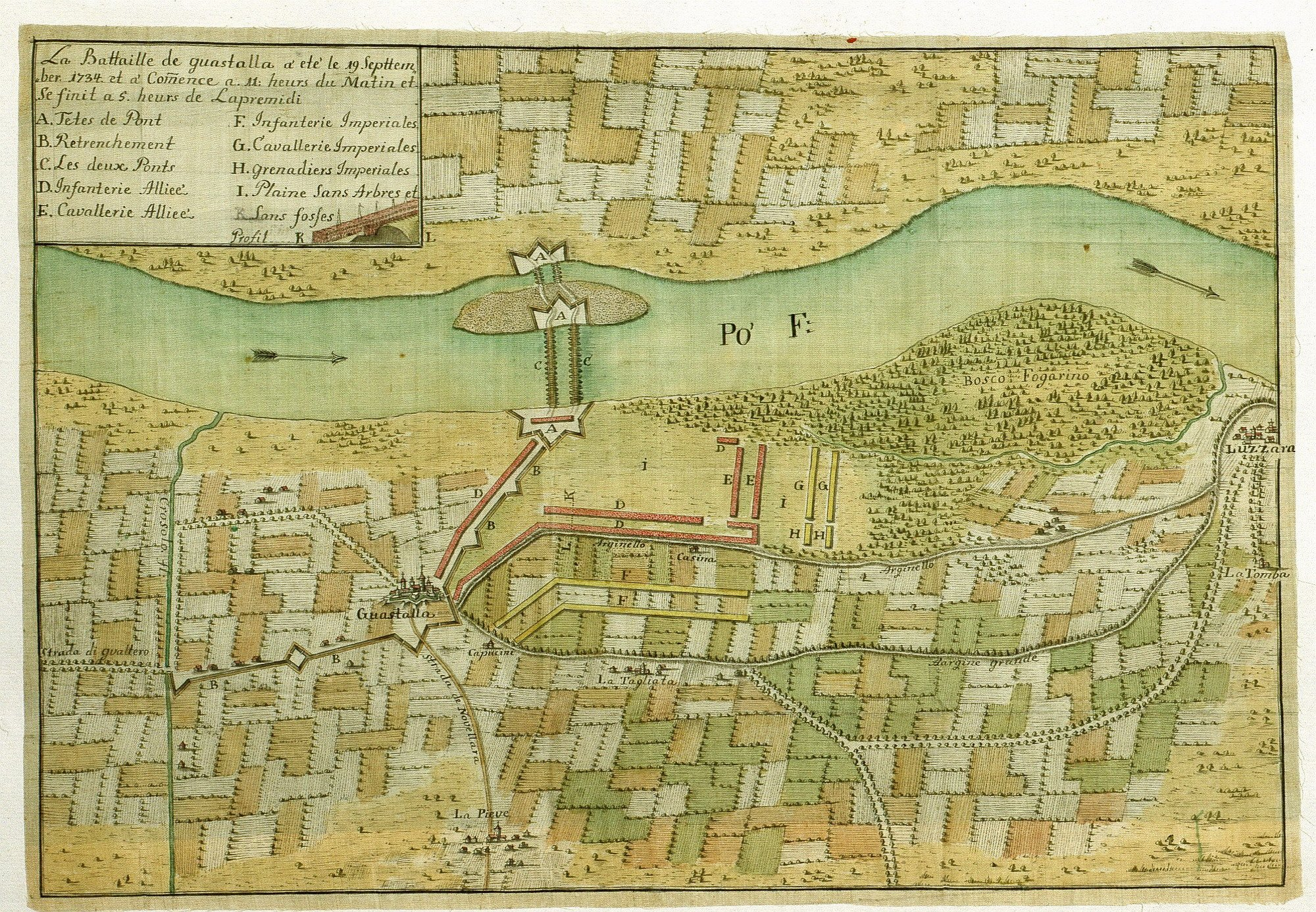
Ustawienie wojsk przed bitwą

Dnia 19 września 1734 r. około godz. 10.00 Koenigseck na czele 40 000 ludzi zaatakował pozycje francusko-piemonckie pod Guastallą. Atak początkowo przyniósł powodzenie, spowodował bowiem odwrót wojsk przeciwnika. Dopiero przybycie z dodatkowymi siłami Karola Emanuela III przywróciło motywację jego wojskom. Karta bitwy odwróciła się. Atak 49 000 Francuzów i Piemontczyków zepchnął Austriaków z ich pozycji. Nie wykorzystali oni jednak tego sukcesu i nie zniszczyli wojsk przeciwnika. 
Austriacy wykorzystali wahanie Francuzów i przegrupowali swoje siły w okolicach Luzarry, czym zapobiegli dalszemu marszowi sprzymierzonych w kierunku Mantui.
Bitwa zakończyła się około godz. 19.00. Straty sprzymierzonych wyniosły 5 000 ludzi, Austriacy stracili 7 000 żołnierzy.

## Podsumowanie
Gdy pod Guastallą toczyły się walki Hiszpanie tymczasem wysłali flotę inwazyjną ku wybrzeżom środkowych i południowych Włoch,zmuszając stacjonujących tam Austriaków do odwrotu. Do sierpnia 1734 r. Hiszpanie zajęli Toskanię i Królestwo Neapolu. Austriacy utrzymali się jedynie w Mantui. Mimo usilnych starań zawarcia zawieszenia broni, wojna toczyła się dalej aż do listopada 1735 r. Dnia 3 listopada 1735 r. Ludwik XV i cesarz Karol VI zawarli zawieszenie broni. W wyniku zawartego porozumienia hiszpańscy Burbonowie otrzymali Neapol i Sycylię, Piemont otrzymał Tortonę, Novarę, Vigevano i inne mniejsze posiadłości. Karol VI zatrzymał Mediolan i Mantuę oraz Parmę i Piacenzę. Toskania dostała się księciu Lotaryńskiemu. Ludwik XV uznał też Sankcję Pragmatyczną. Pokój w tej formie wszystkie strony zawarły dopiero jednak w roku 1738 w Wiedniu.
Dwa lata później zmarł cesarz Karol VI nie pozostawiwszy po sobie męskiego potomka. Sytuacja ta już wkrótce doprowadzić miała do wybuchu nowego konfliktu – austriackiej wojny sukcesyjnej.